# Equipe alemã na Copa Billie Jean King
A equipe alemã na Copa Billie Jean King representa a Alemanha na Copa Billie Jean King, principal competição de tênis feminina por equipes do mundo. É administrada pela Deutscher Tennis Bund EV.
Conquistou dois títulos, em 1987 e 1992. O primeiro, como Alemanha Ocidental. O segundo, já como país unificado.

## Última escalação
Para o Finals de 2023, em novembro:
- Jule Niemeier
- Tatjana Maria
- Anna-Lena Friedsam
- Laura Siegemund
- Eva Lys